# Formigueiro-pintalgado
Formigueiro-pintalgado (nome científico: Myrmorchilus strigilatus), também conhecido como formigueiro-de-dorso-riscado, tem-farinha-aí, piu-piu, tovaca, farinheiro, farinha-seca e maria-farinha é uma espécie de ave da família Thamnophilidae. É a única espécie do género Myrmorchilus.
Pode ser encontrada no nordeste do Brasil até o norte de Minas Gerais, e possui uma população desjunta no norte da Argentina, sudeste da Bolívia, e no extremo norte do Paraguai.
Os seus habitats naturais são principalmente florestas secas tropicais ou subtropicais.